# 왕예 (전한)
왕예(王翳, ? ~ 기원전 183년) 혹 왕저(王翥)는 중국 초한전쟁기의 군인이다. 전한 고제의 제102위 공신으로, 시호는 두연장후(杜衍莊侯)이다.

## 생애
고제 2년(기원전 205년) 혹 3년(기원전 204년), 하비(下邳)에서 몸을 일으켜 낭중기(郞中騎)로 고제를 따랐고, 한신에게 속했다.
고제 5년(기원전 202년), 한신의 군대를 이끌고 초나라를 공격한 관영에게 속해, 해하 전투에서 패배한 항우를 뒤쫓는 군대에 있었다. 오강에서 항우와 만나 싸우는데, 항우가 옛 자기 사람인 기사마(騎司馬) 여마동을 만나자 여마동에게 덕을 베풀겠다고 자결하자 항우의 머리를 취했다. 이후 한나라 군대가 서로 죽이기까지 하며 항우의 시체를 다투니, 양희·여마동·낭중 여승·양무가 나머지 시체를 나눠가졌고. 다섯 명이서 그 시체를 맞추어보니 맞아서 함께 제후가 되었다. 고제 7년(기원전 200년) 정월 기유일에 두연후(杜衍侯) 1700호에 봉해졌다.
재위 18년 만인 여후 5년(기원전 183년)에 죽어 시호를 장(莊)이라 했고, 아들 공후 왕복(王福)이 뒤를 이었다. 이 시호는 항우의 시체를 얻은 다섯 명이 공통으로 받았다.

## 출전
- 사마천: 《사기》 권7 항우본기(項羽本記)·권18 고조공신후자연표(高祖功臣侯者年表)
- 반고: 《한서》 권16 고혜고후문공신표(高惠高后文功臣表)·권31 진승항적전(陳勝項籍傳) 중 항적